# Lucuma campechiana
Lucuma campechiana Kunth, 1819è un albero della famiglia delle Sapotacee, coltivato in vari Paesi dell'America Latina per la produzione del suo frutto.
Il frutto è noto con il nome originario maya caniste, adattato in "canistel" nei paesi di lingua spagnola. Nei luoghi dove è tradizionalmente coltivato è anche chiamato "zapote amarillo", "huicon", "huicomo" (nei territori Maya del Messico), "siguapa" (in Costa Rica). Viene anche indicato come "zapote uovo", per la consistenza della sua polpa.

## Etimologia
L'epiteto specifico  deriva dallo Stato messicano di Campeche, dove è molto diffuso.

## Descrizione
L'albero raggiunge al massimo 8–10 m di altezza e produce un frutto molto variabile in grandezza, dai 6 ai 15 cm di lunghezza e dai 4 ai 7 di larghezza, per cui anche la forma è molto variabile.
Nel frutto maturo la buccia si presenta giallo-limone tendente all'arancione mentre la sua polpa è gialla, dolce e pastosa, con una consistenza frequentemente assimilata a una crema di uovo cotto, per questo nei paesi di lingua inglese come Belize e Giamaica è anche chiamato "eggfruit", frutto uovo.

## Distribuzione e habitat
L'albero è diffuso nel Messico meridionale e in tutta l'America centrale.

## Clima
Il canistel è un fruttifero tropicale non estremo che si adatta ad alcuni ambienti del subtropico come la Florida, dove ha resistito a leggere e brevi ondate di gelo non inferiore a -1º. È resistente a periodi di siccitá. Si è tentato di coltivarlo in California, ma con esito finora fallimentare.